# Francesco Alberoni
Francesco Alberoni (Borgonovo Val Tidone, 31 dicembre 1929 – Milano, 14 agosto 2023) è stato un sociologo, giornalista, scrittore e accademico italiano, rettore dell'Università di Trento dal 1968 al 1970 e della IULM dal 1997 al 2001.

## Biografia
Dopo aver studiato al liceo scientifico Respighi di Piacenza si trasferì a Pavia, dove fu allievo del Collegio Cairoli e si laureò in medicina nel 1953. Sempre a Pavia studiò psichiatria, con Carlo Berlucchi ed Ermenegildo Gastaldi, e statistica stocastica con Giulio Maccacaro, divenendo allievo di sir Ronald Fisher.

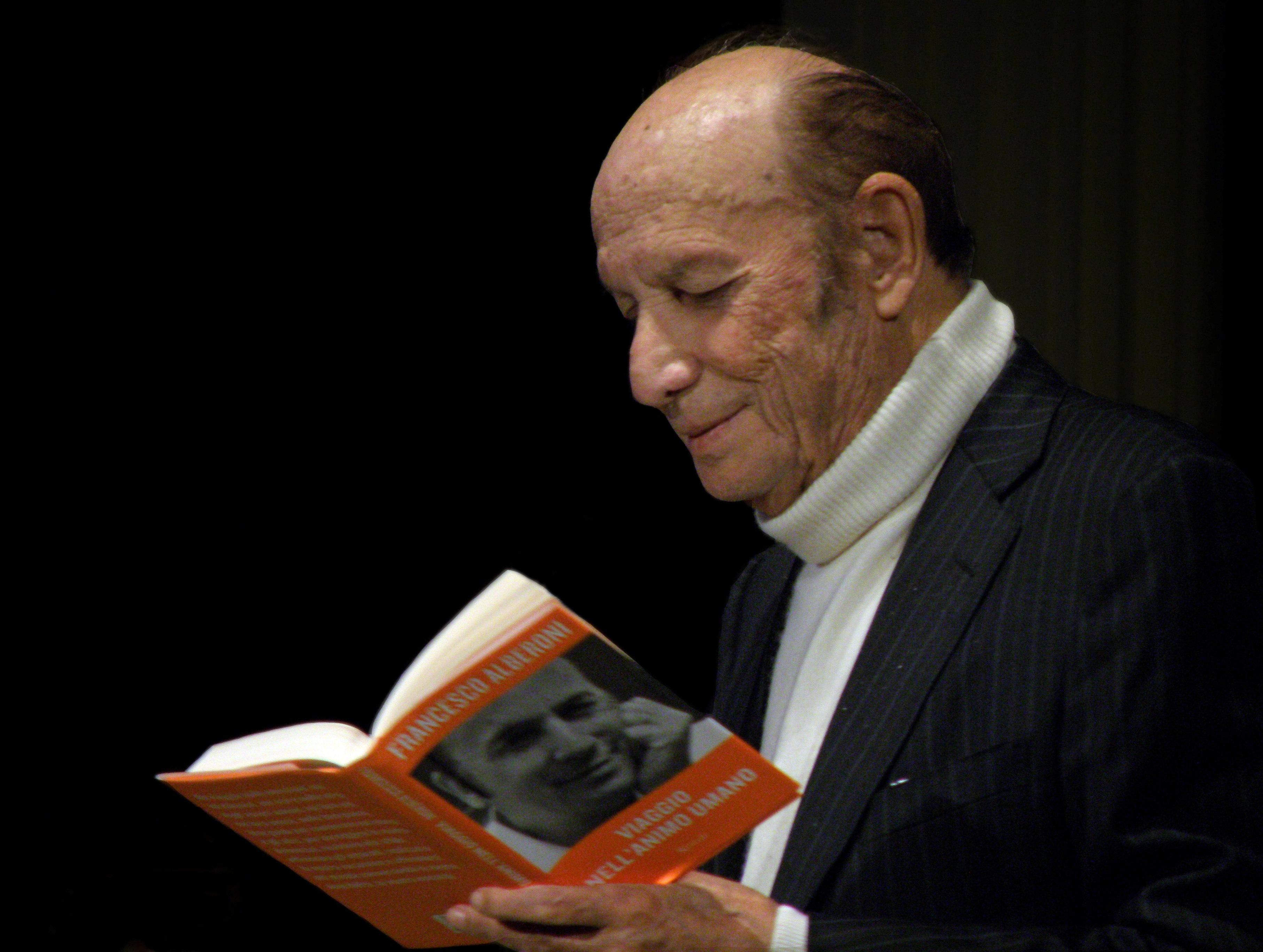
Francesco Alberoni premiato al Teatro San Babila, Milano, 2012

Studiò a Milano psicoanalisi con Franco Fornari, matematica e teoria dell'informazione con Guido Bortone, avendo anche modo di frequentare le lezioni di padre Agostino Gemelli. Fece ricerche sulla probabilità soggettiva pubblicate sul Journal of General Psychology nel 1959 e nel 1960.
Studiò con Alfred McClung Lee mezzi di comunicazione di massa. Fece ricerche sul divismo, che descrisse come pettegolezzo collettivo in una società di massa e con mezzi di comunicazione di massa (L'élite senza potere, Milano, Università Cattolica del Sacro Cuore, 1961).
Nel 1979 conquistò la fama presso il grande pubblico con il saggio Innamoramento e amore che, ben presto,  diventò un bestseller e un fenomeno di costume. 
In campo sociologico si occupò in modo sistematico delle discontinuità sociali e del processo per cui l'ordine sorge dal caos, e da qui nacque l'idea guida per la comprensione dei movimenti collettivi. Nelle sue ricerche fu in stretto rapporto con eccellenze del pensiero come  Edgar Morin, Roland Barthes, Alain Touraine, Serge Moscovici, Michel Maffesoli, David Riesman, Neil Smelser, Samuel Bellah, Norman Brown e Sasha Weitman, con i quali collaborò partecipando a studi congiunti.
Fu membro del consiglio di amministrazione e consigliere anziano facente veci di presidente della RAI tra il 2004 e il 2005.
Dal 1982 al 2011, ogni lunedì, il Corriere della Sera ospitò in prima pagina una sua rubrica intitolata "Pubblico e privato".
Dal 2002 al 2012 ricoprì la carica di Presidente del Centro Sperimentale di Cinematografia di Roma.
Si candidò alle elezioni europee del 2019 nelle liste di Fratelli d'Italia: raccolse 5.231 preferenze nel nord-ovest piazzandosi in ottava posizione e dunque non risultando eletto.
Tenne una rubrica settimanale sulla rivista Dipiù e collaborò con il Giornale, per il quale ha curato la rubrica domenicale L'articolo della domenica.
È morto il 14 agosto 2023 al Policlinico di Milano all'età di 93 anni per le complicazioni di una malattia renale. 

## Vita privata
Figlio di Romualdo Alberoni e di Giulia Marenco, discendente dello scrittore e drammaturgo Carlo Marenco, visse la sua infanzia a Piacenza. Nel 1958 si sposò con Vincenza Pugliese, conosciuta durante gli studi alla Università di Pavia, dalla quale ebbe tre figli: Margherita, Francesca e Paolo Giovanni Agostino (così chiamato in onore di Agostino Gemelli). 
Successivamente convisse per diciotto anni con Laura Bonin (docente all'Università di Trento) dove era Rettore, dalla quale ebbe un quarto figlio: Giulio Francesco. 
Fu infine sposato dal 1988 con Rosa Giannetta, docente universitaria, giornalista e scrittrice, fino alla morte di lei avvenuta il 3 gennaio 2021.

## Carriera
La carriera include le seguenti cariche accademiche e dirigenziali:
- Libero docente di psicologia presso l'Università Cattolica di Milano nel 1960.
- Libero docente di sociologia presso l'Università Cattolica di Milano nel 1963.
- Professore straordinario di sociologia nel 1964 e poi Professore Ordinario di sociologia presso l'Università di Cattolica Milano nel 1968.
- Membro della Commissione Bi-nazionale della Fondazione Olivetti-Ford Foundation Social Science Research Council.
- Rettore dell'Università di Trento dal 1968 al 1970.[7]
- Visiting Professor di sociologia all'Università di Losanna dal 1973 al 1978, Professore ordinario di Sociologia  all'Università di Catania, per poi passare nel 1978 all'Università Statale di Milano.[8]
- Rettore dal 1997 al 2001 della Libera Università di Lingue e Comunicazione IULM di Milano, da cui diede le dimissioni nel 2001.[9]
- Membro del Consiglio di Amministrazione di Cinecittà[8] (Roma) (2002-2005).
- Membro del Consiglio di Amministrazione della Rai[10] (2002-2005).
- Presidente del Centro Sperimentale di Cinematografia dal 2002 al 2012.[9][10]

## Pubblicazioni

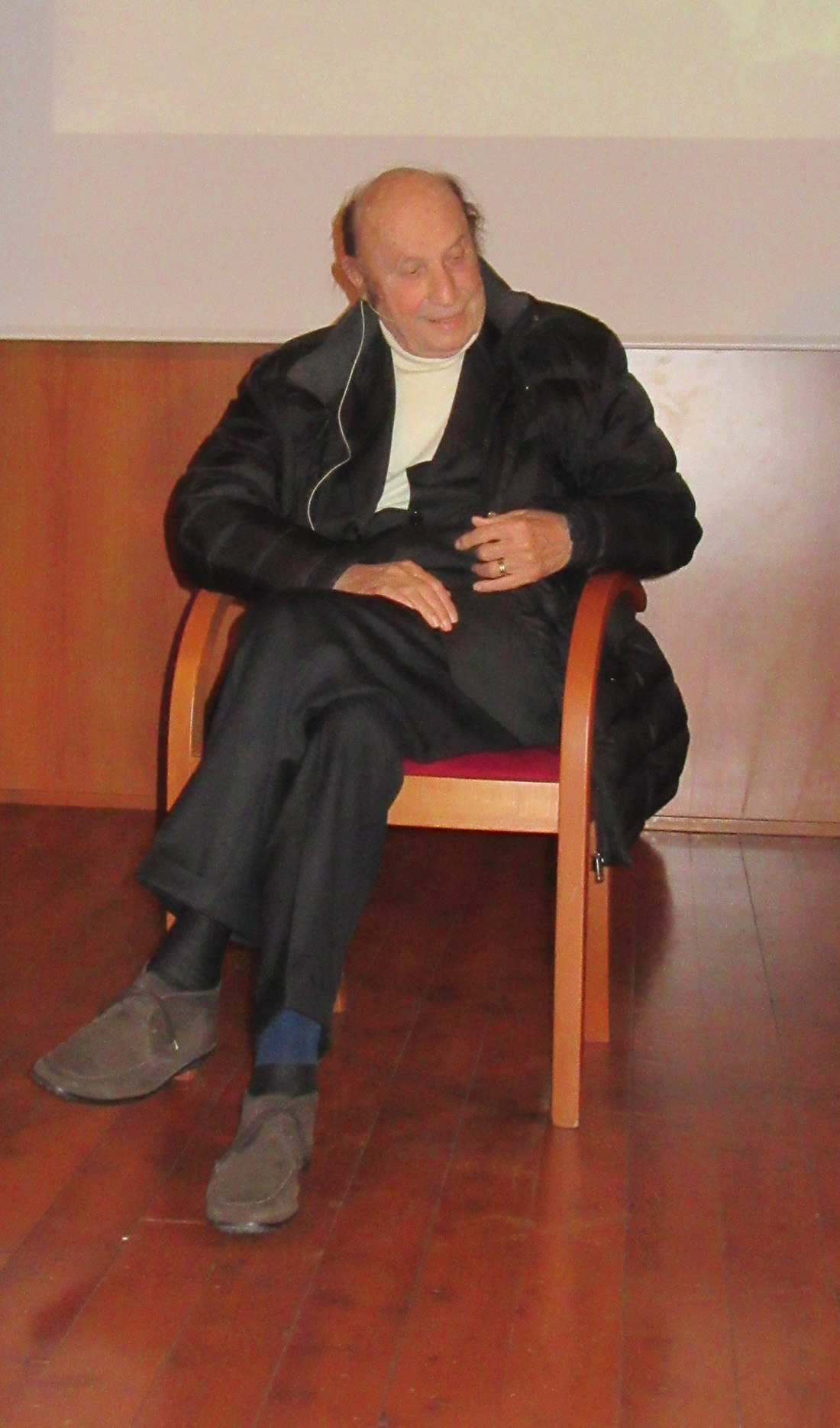
Francesco Alberoni, durante un incontro pubblico a Codogno, 11 dicembre 2016

Alberoni ha condotto studi nel campo della sociologia delle passioni individuali e collettive e, in particolare, dei movimenti collettivi e dell'innamoramento. Il testo univocamente identificato come pietra angolare della costruzione del pensiero sociologico di Alberoni è il libro Movimento e istituzione (1977). Il concetto sviluppato nel libro gravita attorno alla definizione dello stato nascente, la "condizione nascente", il momento in cui la leadership, le idee, la comunicazione si fondono dando origine al movimento. Questo primo lavoro era stato preceduto da Consumi e società (1964), altro testo indicato come prodromo dell'analisi dei consumi e dei consumatori e della nascita delle tecniche di marketing.
Esiste un'edizione CDE su licenza Garzanti con Innamoramento e Amore e Le ragioni del bene e del male in un unico volume.
Nel 1979 Alberoni pubblica Innamoramento e amore, in cui argomenta come l'innamoramento sia lo stato nascente di un movimento collettivo composto esclusivamente da due persone. La tesi centrale del libro, più volte ribadita, è che l'innamoramento costituisce il tentativo effettuato da due persone di operare una "rivoluzione" affettiva, morale e pragmatica delle loro vite. La tesi è debitrice, al sociologo Max Weber, del concetto di mutamento sociale provocato da una personalità carismatica, ma da una parte riporta la possibilità di questo mutamento al più piccolo movimento sociale esistente (la coppia), dall'altra la rivela come attitudine intrinseca a ciascun essere umano, non appannaggio delle sole "personalità carismatiche". Il testo è stato tradotto in diverse lingue, ha avuto decine di edizioni ed è tuttora ristampato.
Tra i lavori successivi ci sono L'amicizia (1984), tradotto in 13 lingue, e L'erotismo (1986), nel quale vengono confrontati l'erotismo maschile e quello femminile. Il libro vanta diverse traduzioni, anche nei paesi del Nord Europa e in Giappone.
Nel 1989 viene pubblicato L'altruismo e la morale. Nel 1991 esce Gli invidiosi, seguito da Il volo nuziale (1992), dove vengono esaminate le cotte pre-adolescenziali e adolescenziali per le star del cinema, e quindi la generale tendenza femminile a ricercare oggetti d'amore superiori. Nel 1994 riprendono, con L'ottimismo, le tematiche psicologiche-sociali.
L'ultima opera sui movimenti collettivi, che rappresenta il coronamento e l'esposizione generale della teoria di tali movimenti, è Genesi (1989), dove l'autore espone la teoria della democrazia e della formazione delle "civilizzazioni culturali", i grandi complessi istituzionali nati da movimenti come il Cristianesimo, l'Islam, e il Marxismo. L'opera rappresenta una sintesi di tutto il lavoro sociologico alberoniano precedente e studia con sistematicità la discontinuità dei processo socio-storici.
Nel 1996 pubblica un'opera sistematica sull'innamoramento, la formazione, la durata e la crisi della coppia, con il saggio Ti amo, tradotto anche in lingua cinese.
Raccolte di brevi saggi sull'argomento dei movimenti collettivi sono stati inclusi in La sorgente dei sogni (2000). Gli editoriali per il Corriere della sera vengono solitamente raccolti in libri editi da Rizzoli.
Le ultime due pubblicazioni ripropongono temi trattati in vari scritti apparsi su quotidiani. In particolare, Il mistero dell'innamoramento, specialmente nella seconda parte, offre orientamenti déjà vu, soprattutto di scuola francese. Sesso e amore è un'ulteriore analisi sistematica di questo campo.
Nel 2002 pubblica La speranza, definendo questa virtù "la più importante per la vita".

## Opere
- I fattori culturali dello sviluppo economico in Sardegna, Milano, Vita e pensiero, 1960.
- Contributo allo studio dell'integrazione sociale dell'immigrato, Milano, Vita e pensiero, 1960.
- L'élite senza potere. Ricerca sociologica sul divismo, Milano, Vita e pensiero, 1963.
- Consumi e società, Bologna, il Mulino, 1964.
- L'integrazione dell'immigrato nella società industriale, con Guido Baglioni, Bologna, il Mulino, 1965.
- Ricerche sulla partecipazione politica in Italia, III, L'attivista di partito. Una indagine sui militanti di base nel PCI e nella DC, con altri, Bologna, il Mulino, 1967.
- Pubblicità e televisione, con altri, Torino, ERI, 1968.
- Lo Stato democratico e i giovani, con altri, Milano, Edizioni di Comunità, 1968.
- Statu nascenti. Studi sui processi collettivi, Bologna, il Mulino, 1968.
- Psicologia del vestire, con altri, Milano,  Adm Marketing In.Co. Gritti, 1969.
- Classi e generazioni, Bologna, il Mulino, 1970.
- Per la critica della organizzazione del lavoro. Atti del seminario di studio Bologna 1972, con altri, Milano, Sapere, 1972.
- Documenti su il nuovo Medioevo, con Umberto Eco, Furio Colombo e Giuseppe Sacco, Milano, Bompiani, 1973.
- Contrattazione, egualitarismo, autonomia, unità sindacale, con altri, Milano, Sapere, 1973.
- Risultati di una indagine sperimentale sui contenuti dei principali mezzi di comunicazione di massa negli anni 1969-70, Torino, ERI, 1973.
- Analisi del rapporto tra impresa e societa italiana dal 1945 al 1972, con altri, Milano, Pirelli, 1974.
- Consumo, comunicazione e persuasione. Psicologia del comportamento collettivo, con Antonio Miotto e Saulo Sirigatti, Milano, ETAS libri, 1974.
- Italia in trasformazione, Bologna, il Mulino, 1976.
- Progetto socialista, con altri, Roma-Bari, Laterza, 1976.
- I socialisti e la cultura. Materiali e contributi per una politica culturale alternativa, Venezia-Padova, Marsilio, 1976.
- Sociologia dei fenomeni di moda, con altri, Milano, F. Angeli, 1976.
- Movimento e istituzione, Bologna, il Mulino, 1977; 1981.
- Scuola professionalità occupazione, con altri, Firenze, Sansoni, 1977.
- Fuori o dentro l'Europa, Milano, Mondadori, 1978.
- Movimenti e civilizzazioni culturali, Milano, Unicopli, 1978.
- Innamoramento e amore, Milano, Garzanti, 1979.
- Le ragioni del bene e del male, Milano, Garzanti, 1981.
- La società industriale metropolitana e i problemi dell'area milanese, con altri, Milano, F. Angeli, 1981. ISBN 88-204-2087-2.
- Sul disco, con altri, Milano, Associazione dei fonografici italiani, 1981.
- L'albero della vita, Milano, Garzanti, 1982.
- L'amicizia, Milano, Garzanti, 1984.
- Il presente e i suoi simboli, con altri, Milano, F. Angeli, 1985.
- L'erotismo, Milano, Garzanti, 1986.
- I giovani verso il Duemila, con Franco Ferrarotti e Claudio Calvaruso, Torino, EGA, 1986. ISBN 88-7670-047-1.
- Pubblico & privato, Milano, Garzanti, 1987.
- L'altruismo e la morale, con Salvatore Veca, Milano, Garzanti, 1988. ISBN 88-11-59803-6.
- Genesi, Milano, Garzanti, 1989. ISBN 88-11-59804-4.
- L'amicizia, Milano, Garzanti, 1990. ISBN 88-11-52002-9.
- Gli invidiosi, Milano, Garzanti, 1991. ISBN 88-11-59809-5.
- Il volo nuziale, Milano, Garzanti, 1992. ISBN 88-11-59824-9.
- Valori, Milano, Rizzoli, 1993. ISBN 88-17-84276-1; Quel che conta davvero. Valori per un'etica contemporanea, Milano, Piemme, 2017. ISBN 978-88-566-4612-2.
- L'ottimismo, Milano, Rizzoli, 1994. ISBN 88-17-84351-2.
- Ti amo, Milano, Rizzoli, 1996. ISBN 88-17-84451-9.
- Illustrazioni del libro Ti amo, Milano, Rizzoli, 1996. ISBN 88-17-84498-5.
- Il primo amore, Milano, Rizzoli, 1997. ISBN 88-17-84522-1.
- Abbiate coraggio, Milano, Rizzoli, 1998. ISBN 88-17-85995-8.
- Siemens 1899-1999. Cento anni in Italia, con Raffaele Durante e Adriano De Maio, Milano, Franco Maria Ricci, 1999. ISBN 88-216-1010-1.
- Le sorgenti dei sogni, Milano, Rizzoli, 2000. ISBN 88-17-86389-0.
- La speranza, Milano, Rizzoli, 2001. ISBN 88-17-86704-7.
- L'arte del comando, Milano, Rizzoli, 2002. ISBN 88-17-86970-8.
- Il mistero dell'innamoramento, Milano, Rizzoli, 2003. ISBN 88-17-87176-1.
- Sesso e amore, Milano, Rizzoli, 2005. ISBN 88-17-00839-7.
- Leader e masse, Milano, Rizzoli, 2007. ISBN 978-88-17-01656-8;
- Lezioni d'amore. Duecento domande e risposte su amore, sesso e passione, Milano, Rizzoli, 2008. ISBN 978-88-17-02006-0.
- I dialoghi degli amanti Sakuntala Dely e Rogan Farrell, Milano, Rizzoli, 2009. ISBN 978-88-17-00432-9.
- Racconti d'amore. Curiosi e un po' irridenti, Milano, Rizzoli, 2010. ISBN 978-88-17-04531-5.
- Pietro Barilla: "Tutto è fatto per il futuro, andate avanti con coraggio". Biografia di un grande imprenditore, Milano, Rizzoli, 2013.
- Movimento e istituzione. Come nascono i partiti, le chiese, le nazioni e le civiltà, Milano, Sonzogno, 2014. ISBN 978-88-45-42583-7.
- Tradimento. Come l'America ha tradito l'Europa e altri saggi, Milano, Edizioni Leima, 2015. ISBN 978-88-98395-31-6.
- L'amore e gli amori. Tanti tipi di amore: proviamo a conoscerli, Palermo, Edizioni Leima, 2017. ISBN 978-88-98395-53-8.
- Il segreto di NeroGiardini. La vita e l'opera dell'imprenditore Enrico Bracalente, con Giulio Alberoni, Milano, Edizioni Leima, 2017. ISBN 978-88-98395-56-9
- Leader e Masse - nuova edizione aggiornata, Palermo, Edizioni Leima, 2018. ISBN 978-88-98395-76-7.